# Lecidea albolivida
Lecidea albolivida är en lavart som beskrevs av Lettau. Lecidea albolivida ingår i släktet Lecidea och familjen Lecideaceae.   Inga underarter finns listade i Catalogue of Life.